# 39 Pułk Artylerii Haubic
39 pułk artylerii haubic (39 pah) – oddział artylerii ludowego Wojska Polskiego.
W 1951 roku stacjonujący w Strzegomiu 39 pułk artylerii lekkiej został przeformowany w 39 pułk artylerii haubic. Jednostka wchodziła w skład 10 Sudeckiej Dywizji Zmechanizowanej.
W 1955 roku pułk został przeformowany w 33 dywizjon artylerii haubic. W 1957 roku dyon został rozformowany, a jego miejsce w strukturze 10 Sudeckiej Dywizji Pancernej zajął 115 dywizjon artylerii haubic w Tarnowskich Górach.

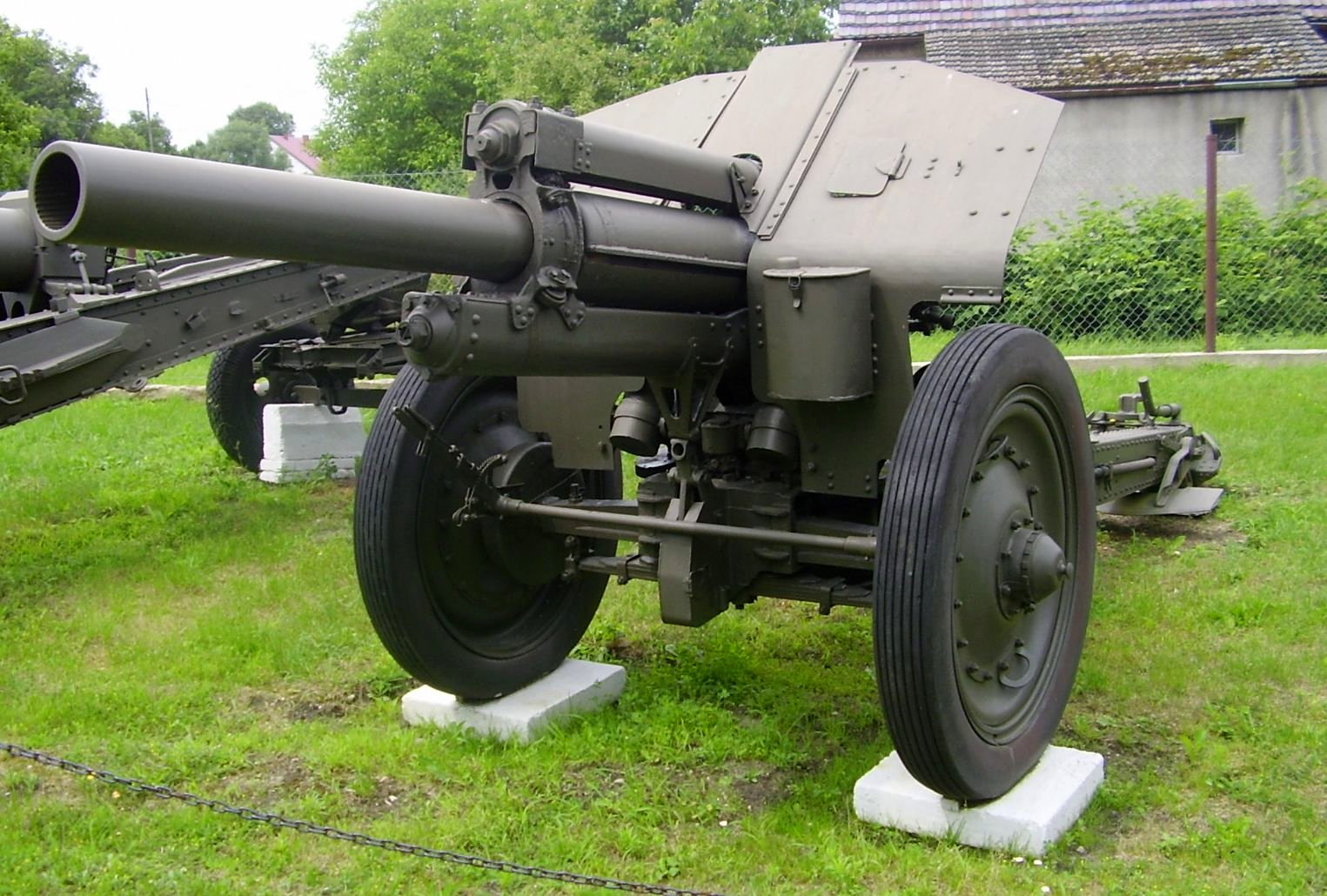
122 mm haubica wz. 1938 (M-30)

## Organizacja pułku
- Dowództwo i sztab
- dwa dywizjony artylerii
- dywizjon szkolny artylerii

Uzbrojenie stanowiło 26 haubic 120 mm wz. 1938.

## Dowódcy jednostki
Dowódcy 33 dah:
- mjr Zenon Lewicki (był w 1956)[2]